# Piedramillera
Piedramillera és un municipi de Navarra, a la comarca d'Estella Oriental, dins la merindad d'Estella. Limita al nord amb Mendaza i Antzin, al sud amb Sorlada, a l'oest amb Mendaza i a l'est amb Legaria i Etaio.

## Demografia
| Evolució demogràfica                                     | Evolució demogràfica | Evolució demogràfica | Evolució demogràfica | Evolució demogràfica | Evolució demogràfica | Evolució demogràfica | Evolució demogràfica | Evolució demogràfica | Evolució demogràfica | Evolució demogràfica |
| 1996                                                     | 1998                 | 1999                 | 2000                 | 2001                 | 2002                 | 2003                 | 2004                 | 2005                 | 2006                 | 2007                 |
| -------------------------------------------------------- | -------------------- | -------------------- | -------------------- | -------------------- | -------------------- | -------------------- | -------------------- | -------------------- | -------------------- | -------------------- |
| 75                                                       | 73                   | 70                   | 67                   | 64                   | 63                   | 59                   | 60                   | 60                   | 62                   | 60                   |
| Fonts: Piedramillera i Institut d'Estadística de Navarra |                      |                      |                      |                      |                      |                      |                      |                      |                      |                      |